# Водопьянов, Радик Юрьевич
Радик Юрьевич Водопьянов (20 августа 1984) — киргизский футболист, центральный защитник. Выступал за сборную Кыргызстана.

## Биография

### Клубная карьера
В высшей лиге Кыргызстана дебютировал в 2002 году в составе «Дордоя». Затем в течение трёх сезонов выступал за «СКА ПВО»/«СКА-Шоро», стал трехкратным серебряным призёром чемпионата страны (2003, 2004, 2005) и обладателем Кубка Кыргызстана (2003).
После расформирования «СКА-Шоро» в 2006 году футболист перешёл в «Шер». В первой половине сезона 2007 года играл за «Авиатор-ААЛ», а после его снятия с чемпионата — за «Жаштык-Ак-Алтын». В 2008—2009 годах снова выступал за «Шер».

### Карьера в сборной
В национальной сборной Кыргызстана дебютировал 13 октября 2004 года в матче отборочного турнира чемпионата мира против Таджикистана. Всего в сборной Кыргызстана в 2004—2007 годах провёл 5 матчей.
В составе олимпийской сборной Кыргызстана принимал участие в Азиатских играх 2006 года в Катаре.